# Арбур
Арбур (на гръцки: Κορωνούδα, Коронуда, до 1927 година Άρμπουρ, Арбур) е село в Гърция, Егейска Македония, в дем Кукуш, в област Централна Македония.

## География
Селото се намира на 400 m надморска височина, в подножието на планината Карадаг (Мавровуни), на около 11 km източно от град Кукуш (Килкис).

## История

### В Османската империя
В началото на XX век Арбур е село в Кукушка каза на Османската империя. Според Васил Кънчов („Македония. Етнография и статистика“) в 1900 година Арбуръ има 360 жители, всички турци.

### В Гърция
След Междусъюзническата война Арбур попада в Гърция. В селото са настанени 20 семейства бежанци от Източна Тракия.
Боривое Милоевич пише в 1921 година („Южна Македония“), че Арбур има 35 къщи турци.
В 20-те години турското му население се изселва и на негово място са настанени гърци бежанци от Понт и Източна Тракия В 1927 година селото е прекръстено на Коронуда. В 1928 година селото е представено като чисто бежанско със 121 бежански семейства и 438 души общо.
По време на Гражданската война (1946 - 1949) населението му е изселено в Кукуш и други села. След нормализацията на ситуацията, част от жителите на Арбур се връщат в селото.
Населението традиционно се занимава с отглеждане на жито и тютюн и в по-малка степен със скотовъдство.
| Име         | Име          | Ново име    | Ново име     | Описание                                            |
| ----------- | ------------ | ----------- | ------------ | --------------------------------------------------- |
| Чакиджи     | Τσακιτζή     | Паликари    | Παλληκάρι    | местност на ЮЗ от Арбур и на ЮИ от Сеслово          |
| Картал тепе | Καρτάλ Λόφος | Аетос       | Άετός        | възвишение на З от Арбур и на СИ от Сеслово (339 m) |
| Делия Амет  | Ντελιά Άμέτ  | Трело-Мимис | Τρελλο-Μίμης | възвишение на З от Арбур и на СИ от Сеслово         |
| Ходжа       | Χότζα        | Пигади      | Πηγάδι       | извор на Ю от Арбур                                 |
| Арбур       | Άρμπουρή     | Ортолитос   | Όρθόλιθος    | възвишение на СИ от Арбур (446,6 m)                 |

| Година    | 1913 | 1920 | 1928 | 1940 | 1951 | 1961 | 1971 | 1981 | 1991 | 2001 | 2011 | 2021 |
| --------- | ---- | ---- | ---- | ---- | ---- | ---- | ---- | ---- | ---- | ---- | ---- | ---- |
| Население | 501  |      | 437  | 864  | 399  | 442  | 403  | 274  | 326  | 322  | 145  | 83   |